# Xylomya trinotata
Xylomya trinotata är en tvåvingeart som först beskrevs av Jacques-Marie-Frangile Bigot 1880.  Xylomya trinotata ingår i släktet Xylomya och familjen lövträdsflugor. Inga underarter finns listade i Catalogue of Life.